# Sobna kala
Sobna kala (Afrička zmijarica; lat. Zantedeschia aethiopica), zeljasta trajnica iz porodice kozlačevki. Svjetski pripada među najpoznatije ukrasne sobne biljke. Premda joj je latinsko ime aethiopica, nije porijeklom iz Etiopije, nego iz močvarnih područja Južne Afrike. Prvi ju je u Europu donesao Simon van der Stel prije 1697 godine.
Sobna kala pripada rodu zantedešija, ali nekada je uključivana u rod zmijinac ili zmijanac (Calla), pa joj je i u hrvatskom jeziku, ostao naziv kala.
Može narasti i do jedan metar visine. Odlikuje se mesnatim rizomom iz kojeg se stvaraju duge stapke, streličastim velikim listovima, čija veličina ovisi o količini svjetla.

## Sinonimi
- Arodes aethiopicum (L.) Kuntze
- Calla aethiopica L.
- Calla ambigua Salisb.
- Calla moschata Moench
- Colocasia aethiopica (L.) Link
- Pseudohomalomena pastoensis A.D.Hawkes
- Richardia aethiopica (L.) Spreng.
- Richardia africana Kunth

- Z. aethiopica
- Z. aethiopica
- Z. aethiopica
- Z. aethiopica, plod